# Leucaena
Leucaena és un gènere de plantes amb flors dins la subfamília Mimosoideae de les fabàcies. Conté unes 24 espècies d'arbres i arbusts. Són origàris d'Amèrica des de Texas al Perú. El nom del gènere deriva del grec: λευκός (leukos), que significa "blanc," fent referència a les flors.

## Usos
Les espècies de Leucaena es cultiven amb moltes finalitats incloent la de servir d'adob verd, carbó vegetal farratge i per la conservació del sòl. Com a plantes medicinals són antihelmíntiques.
Algunes espècies com Leucaena leucocephala tenen fruits comestibles (immadurs) també ho són les llavors. Alts nivells del seu alcaloide mimosina poden donar alopècia i infertilitat en els no remugants.

## Taxonomia
- Leucaena collinsii Britton i Rose – Collins Leadtree (Sud de Mèxic)[6][7]
- Leucaena confertiflora Zárate
- Leucaena cuspidata Standl. (Mèxic)
- Leucaena diversifolia (Schltdl.) Benth. – Diverseleaf Leadtree (Southern Mexico, Central America)[7]
- Leucaena esculenta (DC.) Benth. – Esculent Leadtree[7] (Mexican highlands)[6]
- Leucaena greggii S.Watson (Mèxic)
- Leucaena guatemalensis * Leucaena involucrata Zárate (Mèxic)
- Leucaena lanceolata S.Watson (Oest de Mèxic)[6]
- Leucaena lempirana C.E.Hughes (Hondures)
- Leucaena leucocephala (Lam.) de Wit – White Leadtree (Sud de Mèxic, Belize, Guatemala)
- Leucaena macrophylla Benth. – Bigleaf Leucaena[7] (Terres baixes de Mèxic)[6]
- Leucaena magnifica (C.E.Hughes) C.E.Hughes (Guatemala)
- Leucaena matudae (Zárate) C.E.Hughes (Mèxic)
- Leucaena multicapitula Schery
- Leucaena pallida Britton & Rose
- Leucaena pueblana Britton i Rose (Mexico)
- Leucaena pulverulenta (Schltdl.) Benth. – Great Leadtree (Southern Texas, Nord-est de Mèxic)[6]
- Leucaena retusa Benth. – Littleaf Leadtree (Western Texas, Nord de Mèxic)[6]
- Leucaena salvadorensis Standl. ex Britton & Rose (El Salvador, Honduras, Nicaragua)
- Leucaena shannonii Donn.Sm. – Shannon Leadtree[7] (Southern Mexico, Central America)[6]
- Leucaena trichandra (Zucc.) Urb. – Hairystamen Leadtree (Southern Mexico, Central America)[7]
- Leucaena trichodes (Jacq.) Benth. – Hairy Leadtree (Southern Central America, Northwestern South America)[7][8]

### Híbrids
- Leucaena × mixtec
- Leucaena × spontanea[9]

### Anteriorment ubicats en aquest gènere
- Acacia glauca (L.) Moench (com L. glauca (L.) Benth.)
- Lysiloma latisiliquum (L.) Benth. (com L. latisiliqua (L.) Gillis)
- Schleinitzia fosbergii Nevling & Niezgoda (com L. insularum var. guamensis Fosberg & B. C. Stone)
- Schleinitzia insularum (Guill.) Burkart (com L. insularum (Guill.) Däniker)[8]